# Midtholmen (Stord)
Ne doit pas être confondu avec Midtholmen ou Midtholmen (Sveio).
Midtholmen est une île norvégienne du comté de Hordaland appartenant administrativement à Stord.

## Description
Rocheuse et couverte d'arbres, à fleur d'eau, qui s'étendent sur environ 153 m de longueur pour une largeur approximative de 102 m.